# Ходзёки
Ходзёки (方丈記, ほうじょうき, «Записки из кельи») — памятник японской литературы в жанре дзуйхицу XIII века, периода Камакура. Написан монахом Камо-но Тёмэем около 1212 года в одном свитке. Пропитан буддистской идеей непостоянства человеческого бытия, полон описаний жизни отшельника и природы, которая его окружает. Написан японской азбукой каной и китайскими иероглифами.
Представляет собой своеобразный дневник, художественно окрашенную запись событий, свидетелем которых стал его автор — буддийский монах родовитого происхождения Камо-но Тёмэй. Учитывая, что он не принимал участия в боевых столкновениях Тайра и Минамото, «Ходзёки» отличает показанная нейтральность изложения, а также уникальный для средневековых источников простолюдно-обывательский взгляд «снизу» на последствия политических катаклизмов «наверху». В самом разгаре войны Тайра и Минамото Камо Нагаакира ещё не был монахом, занимал должность придворного поэта при императорском дворе, поэтому, будучи лично знаком со многими политиками, государственниками, чиновниками и военачальниками из числа непосредственных участников событий, имел достаточно информации для того, чтобы давать самостоятельные взвешенные оценки действиям властных элит в кризисные времена внутренних смут и войн эпохи диктатуры Тайра. Разочарованный в кровавом хаосе окружающего мира, Камо-но Тёмэй принял в 1203 г. постриг, и тем самым обезопасил себя от необходимости подстраиваться под официальную точку зрения властей на события. Это делает его записки особенно ценными для историков.
Наряду с «Записками у изголовья» Сэй-Сёнагон и «Записками от скуки» считается шедевром японской литературы жанра дзуйхицу.